# Lilla Djungelboken
Lilla Djungelboken (engelska: Jungle Cubs) är en amerikansk animerad TV-serie från Disney. Seriens 21 avsnitt visades ursprungligen under perioden 5 oktober 1996-10 januari 1998, och bygger på persongalleriet från Disneyfilmen Djungelboken. Vi får möta Baloo, Bagheera, kung Louie, överste Hathi, Kaa och Shere Khan som barn och följa deras äventyr i djungeln.

## Avsnittsguide

### Säsong 1 (1996)
Visades på ABC på lördagsmornar.
- 1. A Night In The Wasteland	5 oktober 1996
- 2. Buffaloed / Haiti Meets His Match	12 oktober 1996
- 3. Red Dogs	19 oktober 1996
- 4. Bare Necessities / Mondo Mungo	26 oktober 1996
- 5. Who Wants To Be A Baboon?	2 november 1996
- 6. How The Panther Lost His Roar / The Humans Must Be Crazy 9 november 1996
- 7. The Great Kaadini	16 november 1996
- 8. Hulla Baloo / Shere Bliss	23 november 1996
- 9. Treasure Of The Middle Jungle	30 november 1996
- 10. Benny & Clyde / Feather Brains	7 december 1996
- 11. Splendor in the Mud	14 december 1996
- 12. Fool Me Once... / Trouble on the Waterfront 21 december 1996
- 13. The Coming of the Wolves	28 december 1996

### Säsong 2 (1997-1998)
Visades på ABC på lördagsmornar. Det sista avsnittet sändes sju veckor efter att det föregående avsnittet visats.
- 14. The Ape That Would Be King	11 oktober 1997
- 15. Kasaba Ball / Trunks For The Memories	18 oktober 1997
- 16. Curse Of The Magnificent Melon / Hathi's Makeover	25 oktober 1997
- 17. Birthday Snake / The Five Bananas	1 november 1997
- 18. Old Green Teeth / The Elephant Who Couldn't Say No	8 november 1997
- 19. A Tale Of Two Tails / Hair Ball	15 november 1997
- 20. Tree For Two / Waiting For Baloo	22 november 1997
- 21. Nice Tiger / Sleepless In The Jungle	10 januari 1998

## Röster

### Svenska röster
- Baloo: Alexander Lundberg
- Louie: Mariam Wallentin
- Bagheera: Nick Atkinson
- Kaa: Niclas Wahlgren
- Hathi: Sofia Caiman
- Shere Khan: Mikael Albertsson
- Arthur: Johan Hedenberg
- Cecil och Benny: Anders Öjebo
- Clyde och Winifred: Mia Kihl
- Mango: Kristin Westman
- Mowgli: Anton Olofsson
- Baloo (Vuxen): Claes Janson
- Louie (Vuxen): Bertil Engh
- Bagheera (Vuxen): Gösta Prüzelius
- Kaa (Vuxen): Hans Lindgren
- Hathi (Vuxen): Gunnar Uddén
- Shere Kahn (Vuxen): Roger Storm
- Winifred (Vuxen): Katarina Hansson

Övriga roller: 
- Anders Öjebo
- Mia Kihl
- Katarina Hansson
- Roger Storm
- Bertil Engh

Titelsång: 
- Claes Janson

### Fotnoter
1. ↑  ”Lilla Djungelboken”. Disneyania. http://www.d-zine.se/tv/lilladjungelboken.htm. Läst 20 juli 2016.